# José Cayetano Parra Novo
José Cayetano Parra Novo OP (ur. 5 września 1950 w Otívar) – gwatemalski duchowny katolicki, dominikanin, biskup pomocniczy archidiecezji Santiago de Guatemala w latach 2017–2021, biskup diecezjalny Santa Rosa de Lima od 2021.

## Życiorys
W 1967 roku wstąpił do zakonu dominikanów, w 1974 złożył śluby wieczyste. Święcenia prezbiteratu otrzymał 28 października 1979 roku. Pracował głównie w gwatemalskich parafiach zakonnych, był też członkiem kilku komisji kurii stołecznej archidiecezji.
11 listopada 2016 papież Franciszek mianował go biskupem pomocniczym archidiecezji Santiago de Guatemala, przydzielając mu stolicę tytularną Tubia. Sakry biskupiej udzielił mu 21 stycznia 2017 roku nuncjusz apostolski w Gwatemali, abp Nicolas Thévenin.
16 lipca 2021 papież Franciszek przeniósł go na urząd biskupa diecezjalnego Santa Rosa de Lima. Ingres do katedry diecezjalnej odbył 30 września 2021.